# Seax-Wica

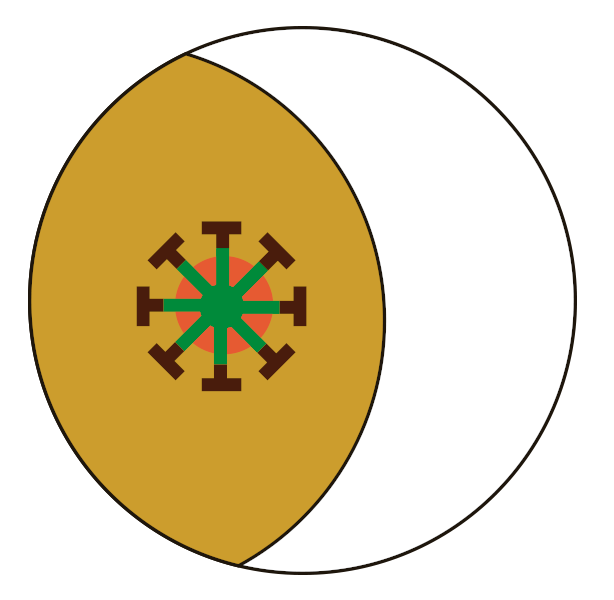
Logo della tradizione Seax-Wica

La Seax-Wicca o Tradizione della Stregoneria Sassone è un sistema di ortoprassi immanente-razionale, misterico-iniziatico che onora gli dèi del pantheon germanico della tribù sassone. Trattandosi di una moderna religione pagana, la Seax si avvale di questo simbolismo, senza proporsi di ricostruire l’antica religiosità sassone. 

## Storia
La Seax-Wica è stata fondata da Raymond Buckland il 2 agosto 1973 e il 1º novembre 1973, è stata presentata al grande pubblico della comunità Wiccan e pagana nell’edizione di Samhain del bollettino Earth Religion News in un articolo intitolato Manifesto della Seax-Wica.
Raymond Buckland era un iniziato nel moderno sistema di Stregoneria pagana fondato da Gerald Gardner noto come "L’Arte della Wica” o “L’arte del Saggio". Alla presenza di Gardner venne elevato come Gran Sacerdote di 3º Grado nel novembre 1963 dalla Gran Sacerdotessa Monique Wilson (Lady Olwen), dal Gran Sacerdote Scotty Wilson (Loic) a Perth, in Scozia. Dopo la morte di Gardner, i suoi iniziati chiamarono il loro percorso “Wicca Gardneriana”.
Dieci anni dopo, Buckland decise di riformare la struttura della Wicca Gardnerianae fondò la Seax-Wica.
Il Seax-Wica si basa sull'esperienza e sui criteri appresi da Gerald Gardner, ma elimina gli aspetti sessuali, i Gradi e la dipendenza del gruppo. Dà la priorità all'individualità e alla libertà di adesione fondando il concetto di Dedicazione Solitaria (auto-Dedicazione) o Auto-Iniziazione.
Nel 1974 Buckland pubblica The Tree: The Complete Book of Saxon Witchcraft (L’Albero: il libro complete della Stregoneria Sassone). Tale testo si propone di fare da Libro delle Ombre della Seax-Wica.Venne poi ristampato nel 2005 come Buckland's Complete Book of Saxon Witchcraft, con una nuova introduzione che ampliasse e chiarisse alcuni punti sulla pratica, le divinità e le origini della Tradizione.
Buckland iniziò nel 1975 un bollettino che sarebbe stato inviato ogni Sabba e sarebbe stato conosciuto come Seminary Seax-Wica, dove sarebbero state fornite varie informazioni sulla Wica. Inoltre avrebbe allegato articoli vari sotto il titolo Seax-Wica Voys.
Raymond Buckland non fu un leader religioso, ma un consigliere della Tradizione. La base del suo sistema è che la progressione nei Misteri è sviluppata attraverso l’ortoprassi (l’esperienza pratica) e l’intuizione. Buckland, come fondatore è stato riconosciuto con il titolo in lingua sassone: Fæder (=”padre”).

## Pratica
Chi pratica Seax-Wica, sceglie il percorso per affinità con gli dèi del pantheon delle tribù germaniche del popolo anglosassone (le principali sono Woden e Freya o, in altri casi, Frig). Il termine Wiccan nel contesto della pratica è per coloro che hanno una vocazione sacerdotale, cioè chiunque prenda il giuramento di Iniziazione, accettando di essere un Sacerdote o Sacerdotessa degli dèi. Pertanto, essere parte della Tradizione non è solo un atto di fede negli dèi, ma di lavoro pubblico e costante con gli dèi. Come per altre Tradizioni esoteriche, la Seax-Wica non fa proselitismo. Coloro che desiderano solo onorare gli dèi senza adempiere al ruolo sacerdotale sono chiamati Seax- Treow (“credente sassone”).
Si è iniziati alla Tradizione attraverso un giuramento e non ci sono segreti nel culto.
La tradizione può essere praticata in gruppo, la Coven, o da soli.
I membri sono organizzati in Coven democratiche guidate da una Sacerdotessa, un Sacerdote, un Thegn (guardia) e uno Scriba (segretario).

## Etimologia
La parola Seax significa sassone nell'inglese moderno e la sua traduzione corrisponde a un tipo di pugnale usato dal popolo sassone.
Raymond Buckland ha usato la parola Wica con una sola /c/, in onore di Gerald Gardner, che si avvaleva della medesima dizione.

## Terminologia
Seax: nome del pugnale rituale, altrimenti conosciuto come Athame;
The Tree: Libro delle Ombre;
Lacnunga: l'arte delle erbe e delle piante utilizzate per scopi, magici o medicinali;
Galdra: Canto magico;
Hwata: Divinazione;
Il corno: sostituisce il calice Gardneriano;
Gesith: Confratello Iniziato;
Ceorl: Dedicato;
Treów: Credente;
Theow: Simpatizzante;
Cowan: Non iniziato.

## Caratteristiche
- Organizzazione democratica e moderna, per evitare inflazioni dell'ego e lotte di potere. Per le posizioni di responsabilità all'interno di una Congrega come Sacerdote, Sacerdotessa, Thegn e Scriba, il Gesith può essere scelto attraverso la nomina e un'elezione democratica. Gli eletti restano in carica per un anno.

- Si consente la pratica in via solitaria quando si seguano le indicazioni del "Buckland's Complete Book of Saxon Witchcraft", spesso consigliando contatti con altri Seax-Gesith per integrare la formazione e per il supporto nella crescita. Spesso l’auto-Iniziazione è trattata come una possibilità nel caso non ci siano Coven Seax nelle vicinanze.

- Le congreghe sono guidate dal Sacerdote e/o dalla Sacerdotessa.